# هوغو مارتينيز
هوغو مارتينيز (بالإسبانية: Hugo Martínez)‏ (22 أكتوبر 1942 - ) هو ملاكم أرجنتيني.

## وصلات خارجية
- هوغو مارتينيز على موقع اللجنة الأولمبية الدولية (الإنجليزية)
- هوغو مارتينيز على موقع أوليمبيديا (الإنجليزية)